# Perscheloribates nodosus
Perscheloribates nodosus är en kvalsterart som beskrevs av Corpuz-Raros 1980. Perscheloribates nodosus ingår i släktet Perscheloribates och familjen Scheloribatidae. Inga underarter finns listade i Catalogue of Life.